# بيث لورد
بيث لورد هي فيلسوفة كندية، ولدت في 1976.